# مناحميا
مناحيميا (מנחמיה) مستوطنة صهيونية على نهر الأردن إلى الشمال من قرية الدلهمية في قضاء طبريا بين سمخ وبيسان. تقع بالقرب من الطريق السريع رقم 90 بين بيت شيعان ومفرق تزيما، على بعد 5 كم جنوب تزيما، وتقع ضمن اختصاص مجلس وادي الينابيع الإقليمي. تبلغ مساحة القرية 6000 دونم، وبلغ عدد سكانها 1064 نسمة عام 2021.
أقيمت على أرض ابتاعتها شركة جمعية الاستعمار اليهودي (يكا) من سليم العمري وإخوانه من دمشق. تأسست القرية في 23-26 ديسمبر 1901 كموشافا من قبل العائلات الخمس الأولى، وكانت أول مستوطنة يهودية في وقتها في تلك المنطقة. اطلق عليها اسم ملاحميا أول الأمر ثم تم تغيير اسمها إلى مناحميا عام 1921 على اسم مناحيم صموئيل جد أول مندوب سامي بريطاني لفلسطين الانتدابية هربرت صموئيل.
جذبت القرية مهاجرين جدد من اليمن خلال سنواتها الأولى، ولكن بسبب الاختلافات الثقافية مع السكان الأكبر سناً، انتقل اليمنيون واستقروا في حي شعاريم في رحوفوت.
1. ↑   https://he.wikipedia.org/w/index.php?oldid=29003323. {{استشهاد ويب}}: |url= بحاجة لعنوان (مساعدة) والوسيط |title= غير موجود أو فارغ (من ويكي بيانات) (مساعدة)
2. ↑   https://citypopulation.de/en/israel/northern/kinneret/0048__menahemya/. {{استشهاد ويب}}: |url= بحاجة لعنوان (مساعدة) والوسيط |title= غير موجود أو فارغ (من ويكي بيانات) (مساعدة)